# Creaca
Creaca é uma comuna romena localizada no distrito de Sălaj, na região histórica da Crișana (parte da Transilvânia). A comuna possui uma área de 35.41 km² e sua população era de 2890 habitantes segundo o censo de 2007.